# Kåre Østerdal
Jens Kåre Østerdal (* 2. Dezember 1917 in Nord-Rana; † 21. November 1973 in Rana) war ein norwegischer Skilangläufer und Nordischer Kombinierer.
Østerdal, der für den Mo Skilag startete, belegte bei den Olympischen Winterspielen 1948 in St. Moritz den 32. Platz über 18 km und den 12. Rang in der Nordischen Kombination. Seine beste Platzierung bei norwegischen Meisterschaften war im Jahr 1949 der fünfte Platz und beim Holmenkollen Skifestival im Jahr 1951 der siebte Rang.